# Сухоліски
Сухолі́ски — село в Україні, у Прилуцькому районі Чернігівської області. Населення становить 201 осіб. Входить до складу Яблунівської сільської громади.

## Історія
У 1911 році на хуторі Сухолі́ски жило 65 осіб
До 2020 року орган місцевого самоврядування — Сергіївська сільська рада.

## Політика

### Парламентські вибори, 2019
На позачергових парламентських виборах 2019 року у селі функціонувала окрема виборча дільниця № 740632, розташована у приміщенні клубу.
Результати
- зареєстровано 96 виборців, явка 65,63%, найбільше голосів віддано за Радикальну партію Олега Ляшка — 36,51%, за «Слугу народу» — 23,81%, за Всеукраїнське об'єднання «Батьківщина» — 14,29%[2]. В одномандатному окрузі найбільше голосів отримав Борис Приходько (самовисування) — 37,29%, за Сергія Коровченка (самовисування) — 23,73%, за Василя Малика (Європейська Солідарність) — 6,78%[3].

## Населення

### Мова
Розподіл населення за рідною мовою за даними перепису 2001 року:
| Мова       | Кількість | Відсоток |
| ---------- | --------- | -------- |
| українська | 199       | 99%      |
| російська  | 2         | 1%       |
| Усього     | 201       | 100%     |

## Люди
- Лихацький Владислав Леонтійович (1926, Сухоліски — 2001) — український селекціонер.